# Leiodytes kyushuensis
Leiodytes kyushuensis är en skalbaggsart som först beskrevs av Takeshiko Nakane 1990.  Leiodytes kyushuensis ingår i släktet Leiodytes och familjen dykare. Inga underarter finns listade i Catalogue of Life.